# Гальперин, Юрий Ефимович
Гальперин Юрий Ефимович (1918—1990) — советский архитектор, художник.

## Биография
родился 10 июля 1918 года в семье служащего.
В 1932 году, после окончания школы-семилетки, поступил в Николаевский техникум коммунального и гражданского строительства (УССР), который окончил в 1936 году. Был направлен на завод № 198, где исполнял обязанности архитектора (с 1936 по 1938 год).
В 1938 году поступил на архитектурный факультет Одесского строительного института.
В 1941 году, будучи студентом 4-го курса, переведен в Московский архитектурный институт, который в то время был эвакуирован в Ташкент. Возвратился с институтом в Москву, окончил его в 1945 году и был сразу же направлен на работу в Управление строительства Дворца Советов при Совете Министров СССР (на должность старшего архитектора). Был соавтором Иофана Б. М. по фасадам и главным интерьерам Дворца Советов, в 1951 году назначен главным архитектором отдела, работал над проектами нового здания МГУ и других уникальных сооружений (среди прочих — проект павильона СССР на Международной выставке в Брюсселе и главный павильон ВДНХ).
В 1954 году, в числе других сотрудников, работавших с Б. М. Иофаном, был переведен в институт «Моспроект», где работал в должности главного архитектора проекта. Был автором целого ряда проектов массовой застройки Москвы (районы Марьино, Гольяново), реконструкции городских площадей (Комсомольская, Сокольническая), крупных общественных зданий (например, Институт физкультуры в Измайлове), конкурсных проектов монументального искусства. Был членом Союза архитекторов СССР с 1948 года.
В 1962 году перешёл на работу в ГлавАПУ Москвы, где был назначен начальником отдела Управления внешнего благоустройства и озеленения, главным специалистом по общественным интерьерам и монументальному искусству г. Москвы. Автор или соавтор в качестве архитектора многих мемориальных досок (в том числе Я. Гамарнику, С. Маршаку, М. Светлову), мемориальных знаков на территории Московского Кремля, на Тверском бульваре, надгробия О. Л. Книппер-Чеховой. Сотрудничал с такими значительными скульпторами, как Ю. Чернов, О. Комов, В. Цигаль и другие.
Член монументальной секции МОСХ, работал в основном в технике графики (гуашь). Многие работы посвящены старой и новой Москве, древнерусской архитектуре, природе средней полосы, цикл работ — впечатления от поездки по Греции в 1983 году, в творчестве был ярок, лиричен, оставил богатое художественное наследие.

«Сколько себя я помню, я рисовал, писал акварелью, тушевал углем, сангиной. И именно это, а не что другое, привело меня на учёбу в Архитектурный институт. В чём же притягательная сила изобразительного искусства, не оставляющая нас всю жизнь, дающая радость и счастье, уверенность и силу на сложном и трудном пути архитектора? Прежде всего это рисунок и живопись как средство пластического воплощения замысла на его первоначальной стадии. Законы мастерства. Длительные упражнения в рисовании прекрасных произведений архитектуры древности и природной среды развивают чувство гармонии, ритмов, пластических приемов, понимания игры светотени, пространственного мышления. Чувство композиции, заложенное в нашем мышлении, находит примеры, подтверждающиеся в ландшафте, ансамбле или в сочетании градостроительных сюжетов. И как высший результат работы — возникновение образа, дополненного и преображенного памятью в обобщенное представление виденного, в рисунке, в живописи. Толпа в незнакомом городе, горы, море, лес, поля и вечно прекрасные творения великих зодчих, былинные столпы храмов, пронзительно элегические часовни северных скитов, аркады торговых площадей — все это нам мило и любо, и эта любовь выливается в графические листы, без которых мы не можем себя представить, а процесс работы вспоминается, как бескорыстное служение искусству и красоте родной земли. Пусть же не оскудевает это чувство — залог чистых радостей в прекрасной деятельности архитектора-художника».
Умер 10 сентября 1990 года.